# Pierre Billotte

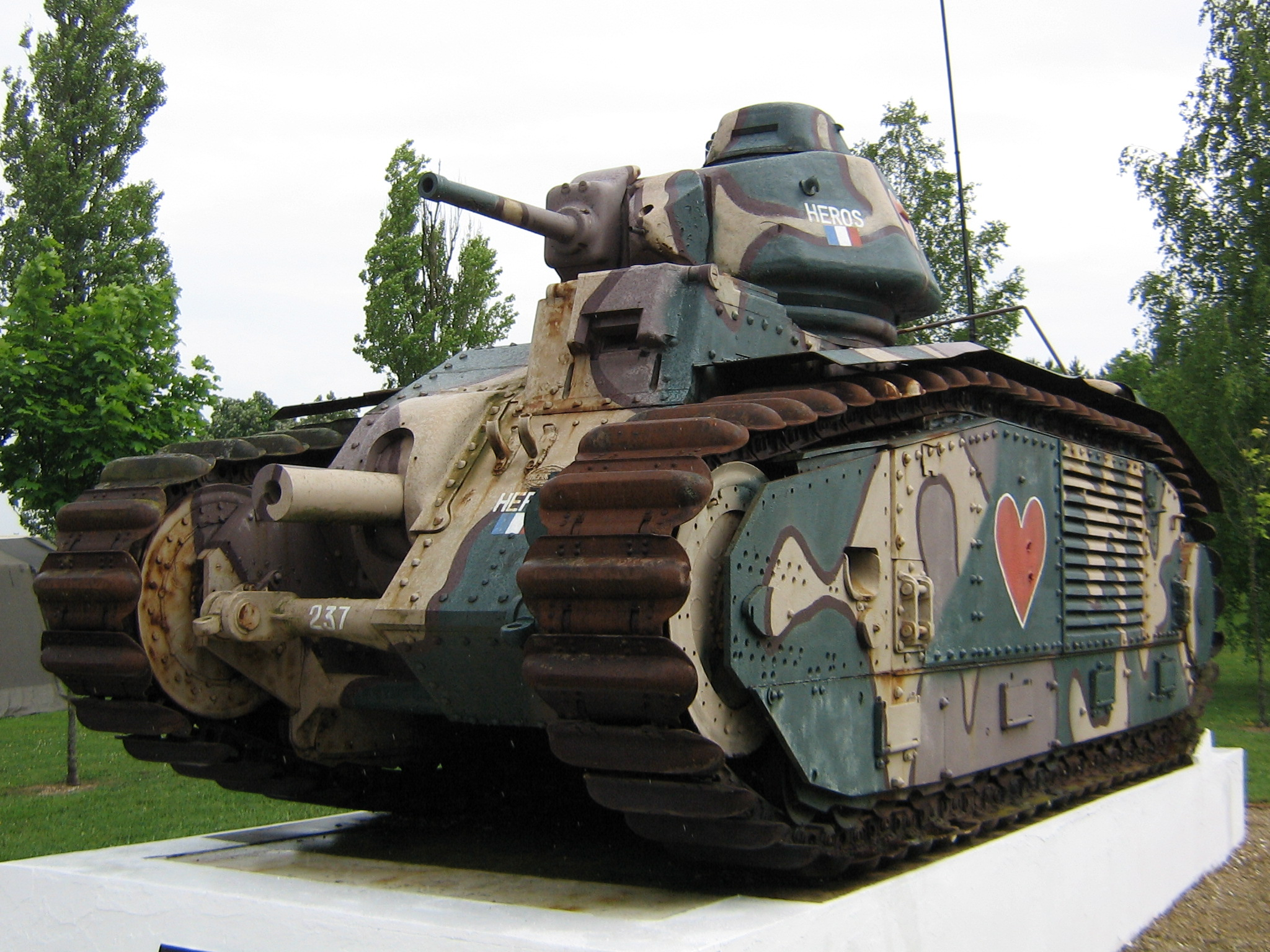
Czołg Char B1

Pierre Billotte (ur. 8 marca 1906 w Paryżu, zm. 29 czerwca 1992 w Boulogne-Billancourt) – francuski wojskowy, generał dywizji, uczestnik drugiej wojny światowej.

## Życiorys

### Wczesne lata
Pierre Billotte był synem generała Gastona Billotte'a, od najmłodszych lat wychowywany w duchu miłości do ojczyzny i patriotyzmu. Za radą ojca młody Pierre udał się do Syrii i Polski, aby poszerzyć swoje horyzonty. Po powrocie do Francji podjął naukę w katolickiej szkole Collège Stanislas w Paryżu, gdzie studiował prawo i nauki przyrodnicze. Po ukończeniu studiów wstąpił do Akademii Wojskowej Saint-Cyr, którą ukończył z wyróżnieniem w 1926 roku i rozpoczął służbę w stopniu podporucznika. W tym samym roku objął dowództwo plutonu stacjonującego w zdemilitaryzowanej strefie w Nadrenii okupowanej przez wojska Ententy. W 1927 roku został przeniesiony do Indochin. Na początku 1933 roku Pierre zdał sobie sprawę, że przyszłością wojska są jednostki pancerne i poprosił o przeniesienie do tego rodzaju broni. Zgody nie uzyskał, lecz dostał się na studia do Wyższej Szkoły Wojennej (École supérieure de guerre) które ukończył w 1936. Po ukończeniu szkoły dostał przydział do Sztabu Głównego, w tym czasie dowództwo przychylnie rozpatrzyło jego prośbę i Pierre trafił do szkoły wojsk pancernych w Wersalu. Po ukończeniu szkolenia został przydzielony do 41 Batalionu Czołgów.

### II wojna światowa
W 1940 roku Pierre Billotte w stopniu kapitana dowodził pierwszym plutonem 41 Batalionu Czołgów. 16 maja w bitwie pod Stonne Pierre swoim czołgiem Char B1-bis (nazwa własna Eure) zniszczył 13 czołgów niemieckich (dwa typu PzKpfw IV oraz jedenaście PzKpfw III), a także dwie armaty przeciwpancerne PaK 36, sam zaś, pomimo otrzymania 140 trafień, wycofał się z walki niezniszczony. Za ten wyczyn został odznaczony Legią Honorową oraz Krzyżem Wojennym. 12 czerwca w zaciętej walce niedaleko Mourmelon Billotte został ranny i dostał się do niewoli. Trafił do offlagu II D na Pomorzu. W lutym 1941 roku uciekł do ZSRR, gdzie został internowany (przetrzymywany między innymi w Kozielsku i na Łubiance). Zwolniony po ataku Niemiec na ZSRR dołączył do Wolnych Francuzów w Moskwie. Wraz z innymi Francuzami przedostał się do Londynu. Po przybyciu do Anglii został szefem sztabu generała de Gaulle'a. Na jego rozkaz został przydzielony do 2 Dywizji Pancernej. Jako dowódca pułku wylądował w Normandii w stopniu pułkownika. 25 sierpnia 1944 roku wysłał ultimatum generałowi von Choltitzowi, dowódcy niemieckiego garnizonu w Paryżu. We wrześniu 1944 awansowany do stopnia generała brygady. Skonfliktowany z generałem Leclerkiem opuścił 2 Dywizję Pancerną i utworzył z członków ruchu oporu 10 Dywizję Piechoty, którą dowodził.

### Po wojnie
W marcu 1946 roku awansowany do rangi generała dywizji. Mianowany przedstawicielem Francji Wojskowego Komitetu Sztabowego Rady Bezpieczeństwa ONZ, lecz ustąpił ze stanowiska a 4 lata później wystąpił z wojska. Po zakończeniu kariery wojskowej, Billotte rozpoczął działalność polityczną i związał się z gaullizmem. Sprawował mandat posła do Zgromadzenia Narodowego z departamentu Côte-d’Or w latach 1951–1956 oraz w latach 1962–1978. 6 października 1955 roku objął stanowisko ministra obrony narodowej, które piastował do 1 lutego 1956. Był również merem Créteil w latach 1965–1977.
Zmarł 29 czerwca 1992 roku w wieku 86 lat w szpitalu Ambroise-Paré w Boulogne-Billancourt.

## Odznaczenia
- Wielki Oficer Orderu Legii Honorowej
- Order Wyzwolenia
- Krzyż Wojenny 1939–1945
- Medal Uciekinierów z Niewoli (Médaille des Évadés)
- Medal Lotniczy
- Medal Pamiątkowy Ochotników Wolnej Francji
- Medal Rannych na Wojnie (Médaille des blessés de guerre)
- Order Smoka Annamu
- Legia Zasługi
- Krzyż Wojenny (Belgia)
- Order Alawitów (Maroko)
- Order Sławy (Tunezja)